# Spartobranchus tenuis
Spartobranchus tenuis — вимерлий вид напівхордових тварин класу Кишководишні (Enteropneusta). Вид існував у середньому кембрії (505 млн років тому). Скам'янілий відбиток тварини знайдений у Канаді у провінції Британська Колумбія у формуванні Берджесс Шел. Він схожий на сучасних представників родини Harrimaniidae, відрізняється наявністю волокнистих розгалужених трубочок. Вважається, що це попередник перидерми перистозяберних (Pterobranchia), а цей вид є проміжним між цими двома класами. Дослідження показують, що ці трубки були втрачені в лінії, що веде до сучасних кишководишних, але залишився у вимерлих граптолітів і збереженних досі перистозяберних.

## Опис
Детальний аналіз показує, Spartobranchus tenuis мав гнучке тіло, що складається з короткого хоботка, коміра і вузькі подовженого стовбура, який закінчується цибулеподібною структурою, яка, можливо, слугувала якорем. Найбільші повні екземпляри сягали 10 см у довжину з хоботком близько половини сантиметра завдовжки. Велика частина цих черв'яків була збережена в трубах, деякі з яких були розгалужені, припускається, що трубки були використані як житло. Spartobranchus tenuis, ймовірно, живився дрібними частками відфільтрованими з морської води.